# Ernst & Young
Ernst & Young ist ein unter dem Kürzel EY global operierendes Netzwerk rechtlich selbständiger und unabhängiger Unternehmen in den Bereichen Wirtschaftsprüfung, Steuerberatung, Transaktionsberatung, Risk Advisory, Financial Advisory sowie Unternehmens- bzw. Managementberatung und klassische Rechtsberatung.
Die internationale EY-Organisation unter dem Dach von Ernst & Young Global Limited (EY Global) beschäftigte im Geschäftsjahr 2020/21 312.250 Mitarbeiter an über 700 Standorten in über 150 Ländern. Der Gesamtumsatz des weltweiten Netzwerks belief sich im Geschäftsjahr 2020/21 auf 40 Mrd. USD.
Ernst & Young ist eine der vier umsatzstärksten Wirtschaftsprüfungsgesellschaften der Welt und zählt zu den sogenannten Big Four.

## Geschichte
Das heutige Unternehmen Ernst & Young ist das Ergebnis einer Reihe von Verschmelzungen von Vorgängerorganisationen. Die älteste Ursprungsgesellschaft wurde 1849 in England als Harding & Pullein gegründet. Im selben Jahr trat der Amerikaner Frederick Whinney in das Unternehmen ein. Er wurde 1859 Partner, und mit seinen Söhnen als weiteren Partnern wurde das Unternehmen 1894 in Whinney, Smith & Whinney umbenannt.
Alwin und Theodore Ernst gründeten 1903 in Cleveland die Firma Ernst & Ernst. 1906 wurde Arthur Young & Company in Chicago gegründet. Ein Klient von Ernst & Ernst in den 1920er-Jahren war der als „Zündholzkönig“ bekannte Spekulant Ivar Kreuger.
1965 verschmolz Whinney, Smith & Whinney mit Brown, Fleming & Murray zu der Buchführungs- und Beratungsfirma Whinney Murray. Whinney, Smith & Whinney waren schon seit den 1940er-Jahren eng mit Ernst & Ernst verbunden, und 1979 schlossen sich Whinney Murray, Ernst & Ernst und Turquands Barton Mayhew als Ernst & Whinney zusammen, der damals viertgrößten Buchführungsgesellschaft der Welt. 1989 verschmolz diese Nummer vier mit der damaligen Nummer fünf, Arthur Young, woraus Ernst & Young entstand. Das Unternehmen baute seine Beratungsaktivitäten in den 1980er- und 1990er-Jahren stark aus. Die US-amerikanische Börsenaufsicht SEC und institutionelle Investoren äußerten zunehmende Bedenken wegen möglicher Konflikte zwischen Beratungs- und Prüfungstätigkeiten. Ernst & Young war das erste der fünf größten US-Wirtschaftsprüfungsunternehmen, das seine Aktivitäten auf dem Gebiet der Systemintegration und des Auditing formal und faktisch vollständig trennte.
Im Mai 2000 wurde der Beratungsbereich für 11 Milliarden US-Dollar an das französische Beratungs- und IT-Service-Unternehmen Cap Gemini verkauft, woraus die Beratungsfirma Cap Gemini Ernst & Young entstand, die später in Capgemini zurückbenannt wurde.
Zum 1. Juli 2013 übernahm Mark Weinberger die Position des Global Chairman und CEO der globalen EY-Organisation und richtete das Unternehmen neu aus. Unter seiner Führung wurde der Markenname von Ernst & Young zu „EY“ geändert.
Zu den Kunden von EY gehören u. a. Amazon, Amgen, Beiersdorf AG, BP, Coca-Cola, Google, HeidelbergCement, Intel, Oracle und Siemens, sowie Disney, Koch Industries, VW AG, Lufthansa Group und die Deutsche Bank.

## Skandale
Im Zusammenhang mit der Insolvenz von Lehman Brothers, welche Auslöser der Finanzkrise 2008 war, wurde EY vorgeworfen, Bilanztricks der Bank abgenickt zu haben. Die Bank soll die eigene Verschuldung jeweils zum Quartalsende künstlich niedrig dargestellt haben. Im Dezember 2010 erhob New Yorks Attorney General Andrew Cuomo Anklage gegen Ernst & Young. Dem Unternehmen wurde vorgeworfen, der Investmentbank Lehman Brothers mit Bilanztricks und Repo-105-Geschäften geholfen zu haben, das Ausmaß der wahren Verschuldung zu verschleiern. Cuomo forderte nicht nur die mehr als 150 Millionen US-Dollar an Gebühren zurück, die Ernst & Young in den Jahren 2001 bis 2008 für die Prüfung der Lehman-Bücher kassiert hatte, sondern wollte zudem den Schaden eintreiben, der den Investoren entstanden war, als die Bank im September 2008 pleiteging. Mitte April 2015 zahlte EY 10 Millionen US-Dollar in einem Vergleich mit Cuomos Nachfolger Eric Schneiderman. Zusätzlich hat EY 99 Millionen US-Dollar an Investoren gezahlt.
Der Insolvenzverwalter der Maple Bank GmbH verklagte EY aufgrund pflichtwidrig testierter Abschlussberichte im Zusammenhang mit dem Cum-Ex-Skandal auf 95 Millionen Euro Schadensersatz. Zudem soll EY geholfen haben, falsche Steuererklärungen zu erstellen. Die Maple Bank musste Insolvenz anmelden.
Im Rahmen des Bilanzskandals des ehemaligen Kunden Wirecard wurden im Juni 2020 Strafanzeigen durch die Schutzgemeinschaft der Kapitalanleger e. V und im September 2020 durch die Abschlussprüferaufsichtsstelle (APAS) gegen einige Abschlussprüfer von EY erstattet. Zudem wurden Sammelklagen gegen EY vor Gericht eingereicht. EY hatte Wirecards Jahresabschlüsse von 2009 bis 2018 testiert, bevor im Juni 2020 auffiel, dass 1,9 Milliarden Euro fehlten. Dies geschah, obwohl bereits seit 2016 öffentlich über fragwürdige Vorgänge bei Wirecard berichtet wurde. Laut Financial Times hatte EY drei Jahre lang versäumt, Routineanfragen an eine Bank zu stellen, die möglicherweise das Fehlen des Geldes früher hätten aufdecken können. Der parlamentarische Untersuchungsausschuss zum Wirecard-Bilanzskandal hat zwei Mitarbeiter des Abschlussprüfers Ernst & Young mit Bußgeldern belegt, weil die beiden Vorgeladenen nicht konkret zum Fall aussagen wollten. Die Bundesanstalt für Finanzdienstleistungsaufsicht (Bafin) untersucht infolge des Bilanzskandals, ob eine Prüfung von Abschlüssen der von ihr beaufsichtigten Unternehmen durch EY ausgeschlossen werden soll. Finanzkonzerne müssen ihre Abschlussprüfer bei der Bafin benennen, die sie ablehnen kann. Dies ist nach Angaben des Bundeswirtschaftsministeriums allerdings bis dato noch nie geschehen. Im Mai 2021 wurde bekannt, dass der britische Prozessfinanzierer Litfin Ansprüche von 20.000 Wirecard-Geschädigten gesammelt und Klagen vorbereitet hat, die sich „überwiegend“ gegen EY richten. Beauftragt ist die Kanzlei Pinsent Masons. Außerdem sind beim Landgericht Stuttgart 280 Klagen von Wirecard-Anlegern gegen EY anhängig, die rund 42 Millionen Euro Schadenersatz fordern.
Anfang April 2023 stellte die Abschlussprüferaufsichtsstelle (APAS) im Wirecard-Skandal fest, dass EY Pflichtverletzungen begangen habe, und verbot EY zwei Jahre lang, in Deutschland neue Prüfungsmandate bei Unternehmen von öffentlichem Interesse zu übernehmen. Dazu zählen alle börsennotierten Unternehmen. Außerdem verhängte die APAS gegen EY eine Geldbuße von 500.000 Euro – das Maximum des zum Zeitpunkt der Verfehlungen geltenden Strafrahmens. Gegen fünf ehemalige Wirecard-Wirtschaftsprüfer, gegen die die APAS ein Aufsichtsverfahren eingeleitet hatte, verhängte sie Geldbußen zwischen 23.000 und 300.000 Euro, da sie es als erwiesen ansah, dass sie bei der Testierung der Abschlüsse für die Jahre 2016 bis 2018 ihre Berufspflichten verletzt hatten. Weitere sieben Prüfer hatten im Lauf der Aufsichtsverfahren ihre Zulassungen zurückgegeben, womit die APAS nicht mehr zuständig war; damit endeten deren Verfahren automatisch und ohne Ergebnis.
Mitte Dezember 2023 wurde bekannt, dass die Deutsche Schutzvereinigung für Wertpapierbesitz (DSW) eine Schadensersatzklage in Höhe von 700 Millionen Euro beim Landgericht München eingereicht hat. Sie vertritt mehr als 13.000 institutionelle und private Anleger gegen Ernst & Young. Die eingereichte Klageschrift umfasste 80.000 Seiten.

## EY Deutschland
Die deutsche EY-Gruppe hat ihren Hauptsitz in Stuttgart (EY GmbH & Co. KG Wirtschaftsprüfungsgesellschaft). Offiziell liegt der deutsche EY-Hauptsitz in der Gemarkung der Stadt Leinfelden-Echterdingen, wo das Unternehmen auch Gewerbesteuer zahlt. Ende Juni 2019 beschäftigte sie 11.124 Mitarbeiter. Im Geschäftsjahr 2018/2019 erzielte das Unternehmen einen Umsatz von 2,1 Mrd. Euro und belegte damit Platz zwei unter den vier großen deutschen Prüfungs- und Beratungsunternehmen („Big Four“). Im Bereich der Steuerberatung war EY in Deutschland mit einem Umsatz in Höhe von 707 Millionen Euro die größte Steuerberatungsgesellschaft am Markt; auf Platz zwei lag PwC mit einem Umsatz in Höhe von 565,5 Millionen Euro.
EY ist an 20 Niederlassungen in Deutschland präsent: Berlin, Bremen, Dortmund, Dresden, Düsseldorf, Eschborn/Frankfurt (Main), Essen, Freiburg, Hamburg, Hannover, Heilbronn, Köln, Leipzig, Mannheim, München, Nürnberg, Ravensburg, Saarbrücken und Stuttgart.
Im Dezember 2008 legte EY seinen ersten Nachhaltigkeitsbericht vor. Der Bericht informiert nach eigenen Angaben über die ethisch, gesellschaftlich und ökologisch relevanten Aktivitäten und Vorhaben in allen Unternehmensbereichen.
Am 13. April 2016 leitete die Staatsanwaltschaft Stuttgart im Zusammenhang mit der Anklage wegen vorsätzlichen Bankrotts in 36 Fällen gegen die Drogeriekette Schlecker auch Strafverfahren gegen zwei Angestellte von Ernst & Young ein, welche gegen Zahlung einer Geldauflage Ende Mai 2017 eingestellt wurden.
2021 wurde ein Mitarbeiter von EY Deutschland freigestellt, nachdem dieser eine Maskenlieferantin im Zuge der Maskenbeschaffung des Bundesgesundheitsministeriums sexuell bedrängt hatte.

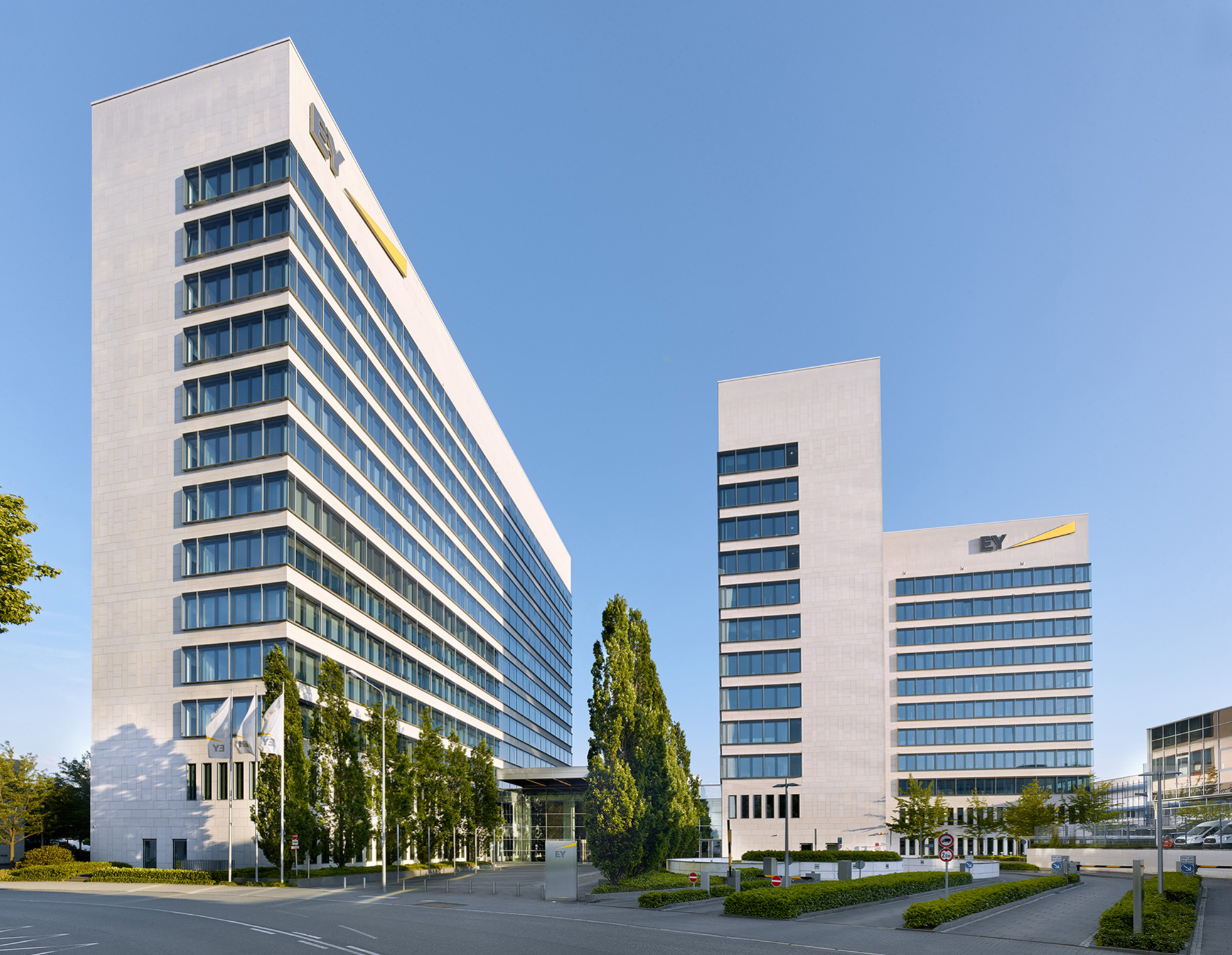
Niederlassung von EY in Eschborn bei Frankfurt

### Dienstleistungsangebot
Das Dienstleistungsangebot von EY Deutschland umfasst die Wirtschaftsprüfung und prüfungsnahe Beratung (Assurance), die nationale und internationale Steuerberatung (Tax), die Strategie- und Transaktionsberatung (Strategy and Transaction) inkl. den Dienstleistungen der Managementberatung EY Parthenon (ehemals OC&C Deutschland) und die eher umsetzungsnahe Managementberatung der EY-Kunden (Consulting). Zudem berät die EY Law Rechtsanwaltsgesellschaft in allen Feldern des nationalen und internationalen Wirtschaftsrechts. Die Dienstleistungen richten sich sowohl an Konzerne, Private Equity/Finanzinvestoren als auch an mittelständische Unternehmen.

### Geschichte

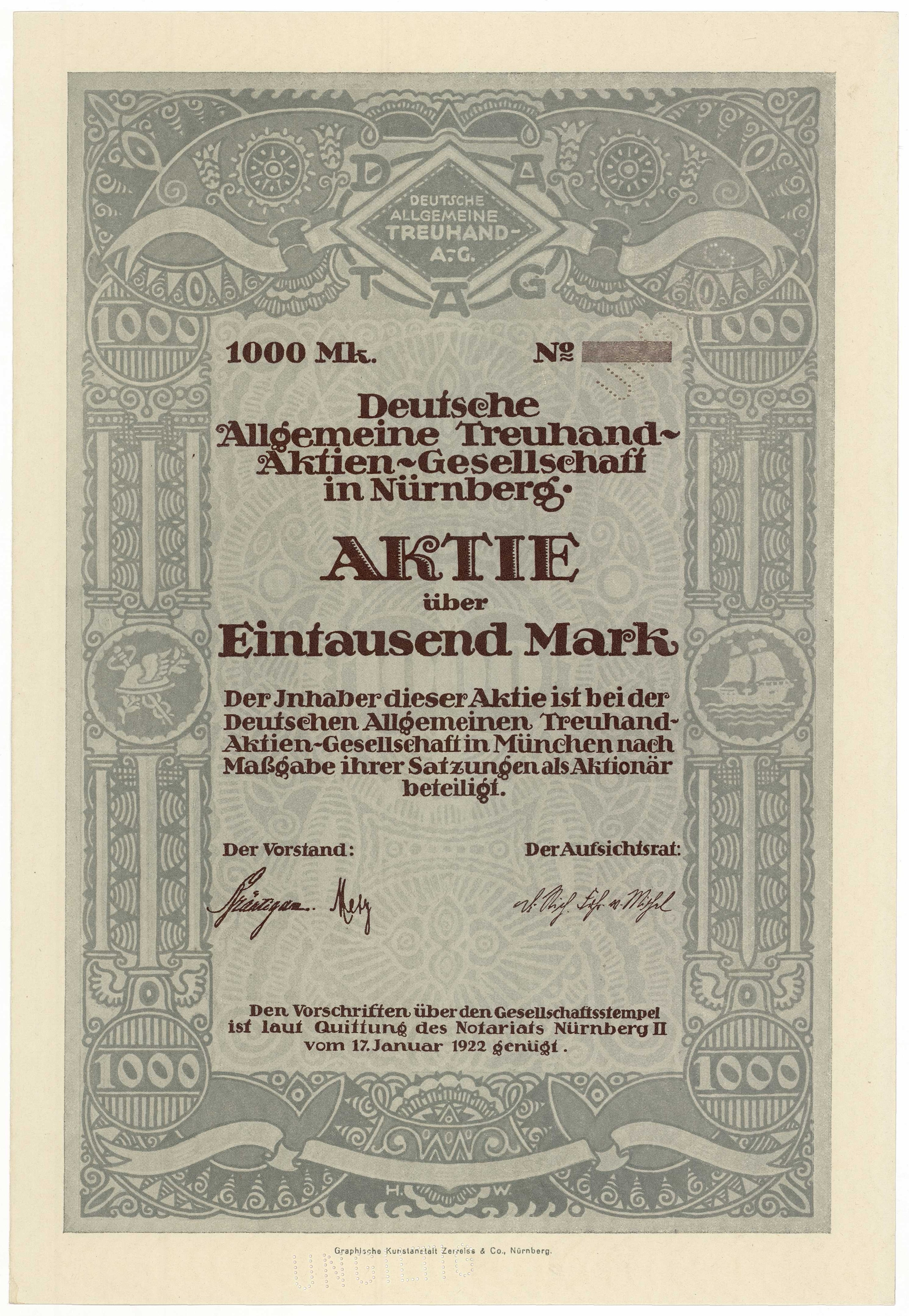
Aktienmuster der Deutschen Allgemeinen Treuhand-AG von 1922

Ernst & Young Deutschland geht zurück auf die 1919 gegründete Schitag (Schwäbische Treuhand-AG) sowie die im gleichen Jahr gegründete Datag (Deutsche Allgemeine Treuhand AG), die sich in den 1980er-Jahren den internationalen Verbünden von Arthur Young bzw. Ernst & Whinney anschlossen. 1994 fusionierten die beiden Gesellschaften zu Schitag Ernst & Young, und ab 1999 firmieren auch die beiden deutschen Mitgliedsgesellschaften unter dem gemeinsamen Namen Ernst & Young.
Arthur Andersen wurde 1913 in den Vereinigten Staaten als Andersen, Delaney & Co. gegründet. In den 1960er- und 1970er-Jahren entwickelte sich Arthur Andersen zu einer der größten Prüfungs- und Beratungsfirmen der Welt. In Deutschland eröffnete das Unternehmen 1960 sein erstes Büro. Im Jahre 2002 hatte Arthur Andersen Deutschland 3800 Mitarbeiter an zehn Standorten. Aufgrund seiner Verstrickung in den Enron-Skandal war Arthur Andersen ab 2002 nicht mehr tätig. Die selbständigen Landesgesellschaften von Arthur Andersen schlossen sich mit unterschiedlichen Wettbewerbern zusammen.
Die deutsche Landesgesellschaft von Arthur Andersen fusionierte im September 2002 mit Ernst & Young. Nach dem Zusammenschluss mit Arthur Andersen wurde die Ernst & Young GmbH Wirtschaftsprüfungsgesellschaft die dritte große Kraft unter den deutschen Prüfungs- und Beratungsunternehmen.
Mit der weltweiten Namensänderung von Ernst & Young zu EY änderte auch die deutsche Ernst & Young-Gruppe im Jahr 2013 ihren Markenauftritt von Ernst & Young Deutschland zu EY Deutschland.
Das Unternehmen feierte im Jahr 2019 den 100. Geburtstag.

## EY Schweiz
Die Schweizer Ländergesellschaft von EY mit Hauptsitz in Basel erzielte im Geschäftsjahr 2021/2022 einen Nettoumsatz von 623,0 Mio. CHF. EY ist an 11 Niederlassungen in der Schweiz und Liechtenstein präsent: Aarau, Basel, Bern, Genf, Lausanne, Lugano, Luzern, St. Gallen, Vaduz, Zug und Zürich. Per 1. Juli 2022 arbeiteten 2751 Personen bei EY Schweiz. Seit dem 1. Juli 2019 ist Stefan Rösch-Rütsche Länderchef von EY in der Schweiz.

### Dienstleistungsangebot
Das Dienstleistungsangebot von EY Schweiz umfasst neben der Wirtschaftsprüfung Beratungsdienstleistungen in den Bereichen Steuern, Transaktionen, Versicherungen, Recht sowie die Unternehmens- bzw. Managementberatung. Des Weiteren bietet EY Schweiz mit den spezialisierten Einheiten EY Parthenon und EYCarbon Dienstleistungen in den Bereichen der Strategieberatung und Nachhaltigkeitsberatung an. Die vier Service Lines von EY Schweiz umfassen Assurance, Tax, Consulting und Strategy and Transactions. Das Leistungsangebot von EY richtet sich an Start-ups, mittelständische sowie Großunternehmen.

### Geschichte
Die Gründung der Verwaltungs-, Revisions- und Treuhand AG, Basel, die 1919 in Allgemeine Treuhand AG (im Folgenden wird die Abkürzung ATAG verwendet) umbenannt wurde, erfolgte am 6. März 1917 durch die Basler Handelsbank. Am 21. November 1945 gelang es dem damaligen ATAG-Verwaltungsratspräsidenten, Manfred Hoessly, mit dem Schweizerischen Bankverein einen Kaufvertrag über das Mehrheitspaket der Aktien abzuschließen, die wiederum 1958 mehrheitlich in die Manfred-Hoessly-Stiftung überführt wurden. Diese Unabhängigkeit war zu jener Zeit eine Besonderheit unter den Wirtschaftsprüfungsgesellschaften.
1989 fusionierten Arthur Young International und Ernst & Whinney International zu Ernst & Young. Um die Einbindung in das neue Unternehmen auch nach außen zu dokumentieren, nannte sich die ATAG seit Mai 1991 ATAG Ernst & Young AG. Im Jahr 2000 wurde mit der Umbenennung in Ernst & Young AG der endgültige Schritt in diesem Namensgebungsprozess vollzogen. Die 2008 gegründete EMEIA-Organisation ist der vorläufig letzte Akt in der internationalen Integration.
Ernst & Young übernahm 2002 die Mitarbeiter der Arthur-Andersen-Ländergesellschaft.
Im Oktober 2018 wurden durch Lukas Hässig auf InsideParadeplatz und am 12. Dezember 2018 durch den Tages-Anzeiger Vorwürfe betreffend sexueller Belästigung gegen ein Geschäftsleitungsmitglied und Chief Talent von Ernst & Young erhoben. Diese mündeten am 14. Dezember 2018 in der Freistellung des Geschäftsleitungsmitglieds. EY-interne und externe Untersuchungen kamen zum Schluss, dass die Vorwürfe haltlos waren. Die Wirtschaftspublikation Handelszeitung berichtete ab dem 17. März 2021 in mehreren Artikeln, dass die Berichterstattung von InsideParadeplatz und Tages-Anzeiger Teil einer gezielten Kampagne einer Gruppe einzelner Partner gegen die damalige Führung von EY war. Die beteiligten Partner sind heute nicht mehr für EY tätig.

#### Umzug in Zürich

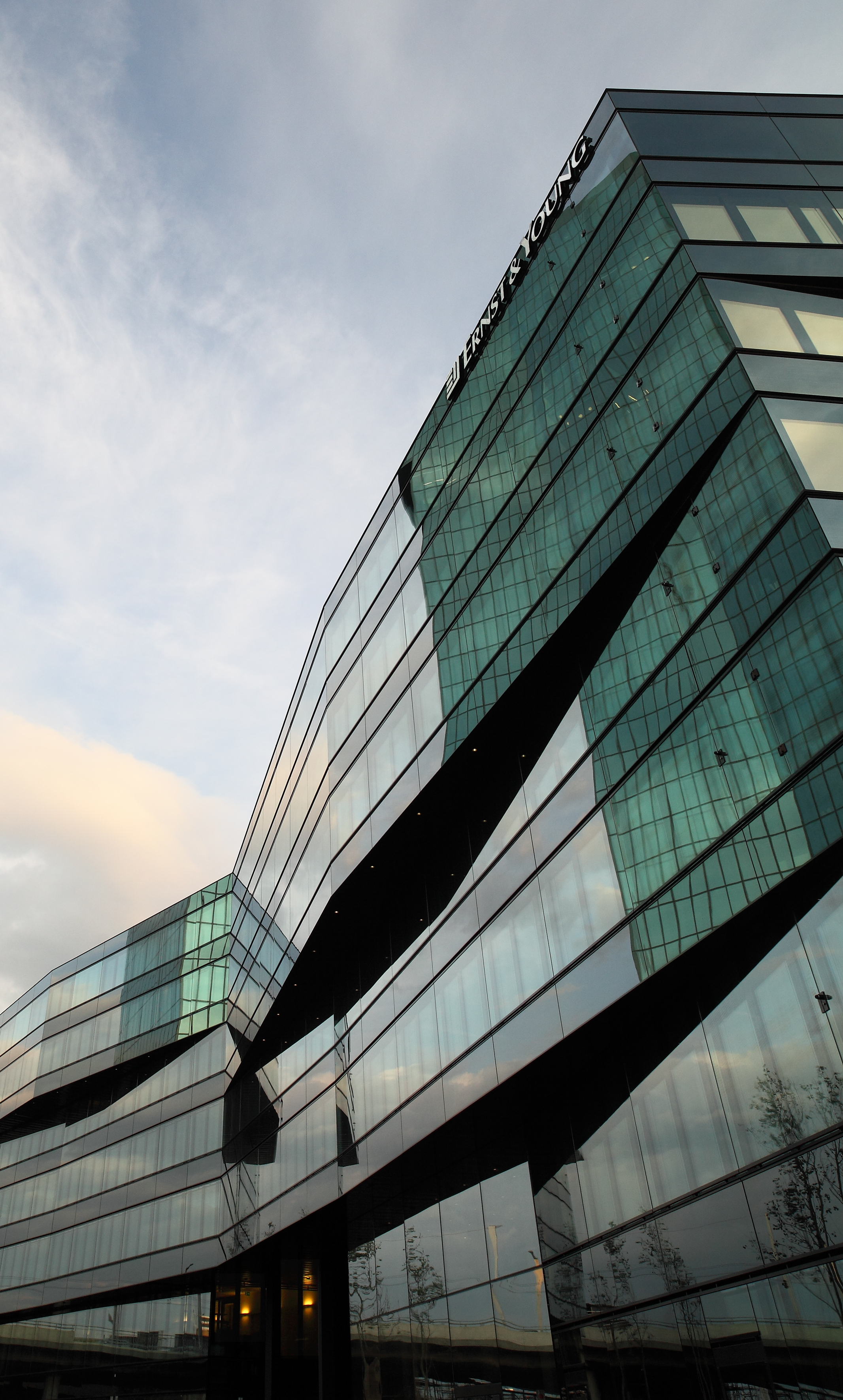
Neue Unternehmenszentrale Platform von Ernst & Young Schweiz in Zürich

Am 23. Juni 2011 zog die Ernst & Young AG offiziell in die neue Unternehmenszentrale in Zürich ein. Das Gebäude mit dem Namen Platform ist ein Annex-Bau des Prime Towers. Das siebengeschossige Geschäftshaus besitzt einen dreieckigen Grundriss auf einer Fläche von 6600 m2 und bietet Kapazität für insgesamt über 1000 Mitarbeiter. Durch den Neubau wurden die vormals drei in Zürich verteilten Standorte von Ernst & Young an zentraler Lage vereint. Die Bauarbeiten hatten Anfang 2009 begonnen und wurden im Frühling 2011 abgeschlossen.

## EY Österreich
EY ist eine Prüfungs- und Beratungsorganisation in Österreich. Mit rund 1500 Mitarbeitern an fünf Standorten (Wien, Linz, Salzburg, Klagenfurt und Graz) erzielte das Unternehmen im Geschäftsjahr 2023/24 einen Umsatz von 229 Millionen Euro. Gemeinsam mit den Mitarbeitern der internationalen EY-Organisation betreut EY Österreich nach eigenen Angaben Kunden überall auf der Welt.
Im Januar 1990 aus vier Kanzleien hervorgegangen, bietet EY Österreich sowohl großen als auch mittelständischen Unternehmen ein Portfolio von Dienstleistungen in den Bereichen Wirtschaftsprüfung, Steuerberatung sowie Transaktionsberatung und Managementberatung an.
EY Österreich legt jährlich einen eigenen Nachhaltigkeitsbericht vor. Der Bericht informiert nach eigenen Angaben über die ethisch, gesellschaftlich und ökologisch relevanten Aktivitäten und Vorhaben in allen Unternehmensbereichen.

## Globalisierung
Die 87 EY-Landesgesellschaften in Europa, Afrika, Indien und dem Mittleren Osten schlossen sich im Juli 2008 zu einer operativen Einheit zusammen (EMEIA = „Europe, Middle East, India & Africa“). Damit entstand eine Organisation, die heute 124.296 Mitarbeiter umfasst und einen Umsatz von 12,18 Milliarden US-Dollar erwirtschaftet (Geschäftsjahr 2016/2017). EY in Deutschland, Schweiz und Österreich bilden innerhalb von EMEIA die Organisationseinheit GSA (Germany, Switzerland, Austria). Innerhalb der EY-Gesellschaften besteht ein Netzwerk deutscher Mitarbeiter, das sogenannte German Business Network (GBN), das in mehr als 30 Ländern vertreten ist.

## Preise und Auszeichnungen
EY Global wurde 2017 im Universum’s Ranking „The World’s Most Attractive Employers“ (Die weltweit attraktivsten Arbeitgeber) auf Platz 4 gewählt.